# Гусимець стрілолистий
Гусимець стрілолистий, гусимець стріловидний (Arabis sagittata) — вид рослин з родини капустяних (Brassicaceae), поширений у Європі крім півночі, та в помірній Азії.

## Опис
Однорічна чи дворічна рослина 30–60 см заввишки. Стебло шорстке від гіллястих волосків, в нижній частині змішаних з простими відстовбурченими жорсткими волосками. Прикореневі листки довгасті, звужені в черешок, стеблові — сидячі, косо вгору стоять, з серцеподібною основою. Стручки до 1 мм шириною, 2–6 мм довжиною, прямі, лінійні, сплюснуті.

## Поширення
Поширений у Європі крім півночі, та в помірній Азії.
В Україні вид зростає на сухих луках, схилах, серед чагарників — розсіяно на всій території, крім півдня Степу.